# Goblin (Dungeons & Dragons)

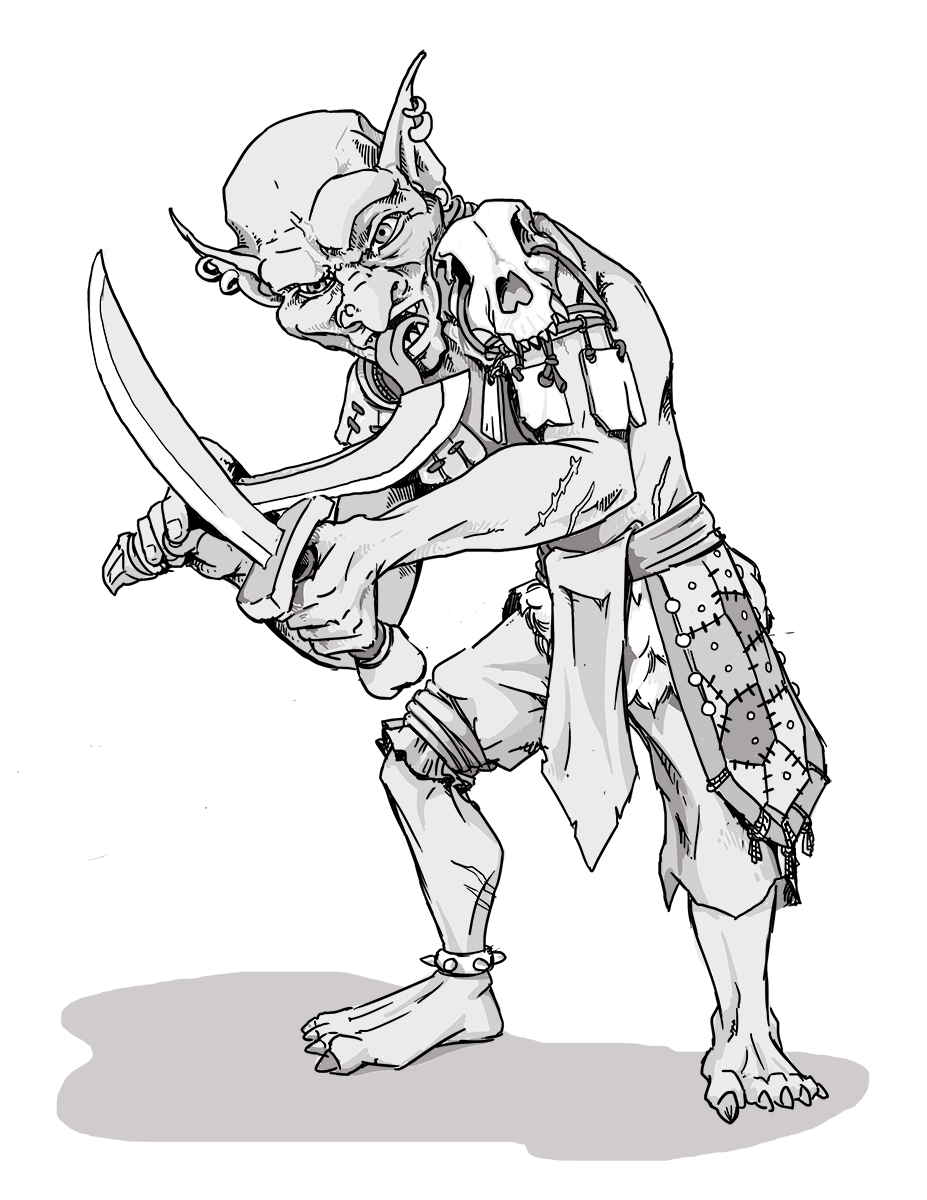
Un goblin

Nel gioco di ruolo fantasy Dungeons & Dragons, i goblin sono una razza molto comune di umanoidi malvagi piuttosto deboli. I goblin e i coboldi sono spesso il primo genere di mostri non umani che i personaggi affrontano ai primi livelli. In D&D, diversamente da altri giochi di ruolo fantasy, i goblin non sono i cugini piccoli degli orchi, ma fanno parte del genere dei goblinoidi, che comprende hobgoblin, bugbear e altri.

## Descrizione
I goblin sono piccoli mostri umanoidi. Variano in altezza da 90 cm a poco più di un metro, e in peso da 18 a 20 kg. Camminano eretti anche se le loro braccia arrivano quasi alle ginocchia.
Il colore degli occhi varia tra il rosso e il giallo. Hanno un naso schiacciato e una faccia piatta, orecchie a punta e una larga bocca con piccole ma affilate zanne. La pelle può variare da un rosso scuro a varie gradazioni di arancione fino al giallo, a seconda della tribù di appartenenza.
Basandosi sulle statistiche del gioco di ruolo, un goblin medio è capace di sollevare sulla sua testa fino a 27 kg, quasi una volta e mezzo la sua massa corporea.

## Società
I goblin di solito vivono in tribù, che possono andare da gang di una decina di individui a colonie di 400 goblin; in queste tribù è sempre il goblin più forte a comandare.
Le tribù di maggiori dimensioni possono allevare lupi o lupi crudeli come cavalcature, o allearsi con i worg dai quali vengono portati in battaglia.
I goblin normalmente si stabiliscono vicino alle aree civilizzati per razziare cibo, attrezzi, armi e altri rifornimenti necessari alla vita della tribù. Alcuni clan di goblin possono anche sottostare al controllo di goblinoidi più forti o di altri mostri, dei quali sono servi.
Nella maggior parte delle ambientazioni la divinità patrona dei goblin è Maglubiyet. Altre divinità adorate sono Khurgorbaeyag, dio della schiavitù e dell'oppressione, e Bargrivyek, dio del territorio e della cooperazione.